# Анисов, Владимир Фомич
Влади́мир Фоми́ч Ани́сов (5 июля 1921 — 23 февраля 2006) — советский офицер, участник Великой Отечественной войны, командир эскадрильи 76-го гвардейского штурмового авиационного полка 1-й гвардейской штурмовой авиационной дивизии, 8-й воздушной армии, 4-го Украинского фронта, гвардии капитан.
Герой Советского Союза (26.10.1944), полковник запаса с 1965 года.

## Биография
Родился 5 июля 1921 года в городе Омске Омской губернии в семье рабочего. Русский.
Окончил среднюю железнодорожную школу № 3, курсы водолазов и Омский аэроклуб.
В Красной армии с 1939 года.
В 1941 году окончил Молотовскую военную авиационную школу пилотов, был направлен в разведывательный авиационный полк.
С началом Великой Отечественной войны на фронте — вступил в бой 22 июня 1941 на Юго-Западном фронте. Воевал в составе 225-го штурмового авиационного полка, преобразованного в 76-й гвардейский штурмовой авиационный полк.
Член ВКП(б) с 1943 года.
Командир эскадрильи 76-го гвардейского штурмового авиационного полка (1-я гвардейская штурмовая авиационная дивизия, 8-я воздушная армия, 4-й Украинский фронт) гвардии капитан Владимир Анисов к апрелю 1944 года совершил более трёхсот успешных боевых вылетов на штурмовку укреплений, аэродромов, скоплений живой силы и техники противника.
Указом Президиума Верховного Совета СССР от 26 октября 1944 года за образцовое выполнение боевых заданий командования на фронте борьбы с немецкими захватчиками и проявленные при этом мужество и героизм гвардии капитану Анисову Владимиру Фомичу присвоено звание Героя Советского Союза с вручением ордена Ленина и медали «Золотая Звезда» (№ 4482).
В 1945 году лётчик-штурмовик окончил Военно-воздушную академию. Служил в частях военно-транспортной авиации (ВТА). Командовал авиационным полком ВТА (город Джанкой).
С 1965 года полковник В. Ф. Анисов — в запасе. Жил в Киеве, с конца 1990-х годов — в городе Химки Московской области.
Скончался 23 февраля 2006 года. Похоронен на Новолужинском кладбище.

## Награды
- Медаль «Золотая Звезда» Героя Советского Союза[3]
- Орден Ленина[3]
- Три ордена Красного Знамени[3]
- Орден Александра Невского[3]
- Орден Отечественной войны I степени
- Три ордена Красной Звезды[3]
- Медали[3], в том числе:
  - Медаль «За победу над Германией в Великой Отечественной войне 1941—1945 гг.»
  - Юбилейная медаль «Двадцать лет Победы в Великой Отечественной войне 1941—1945 гг.»
  - Юбилейная медаль «Тридцать лет Победы в Великой Отечественной войне 1941—1945 гг.»
  - Юбилейная медаль «Сорок лет Победы в Великой Отечественной войне 1941—1945 гг.»